# Конец главы
«Конец главы» (англ. End of the Chapter) — последнее произведение Джона Голсуорси. Цикл состоит из трех частей: «Девушка ждет» (англ. Maid in waiting, 1931), «Пустыня в цвету» (англ. Flowering wilderness, 1932), «На другой берег» (англ. One more river, 1933). Это как бы продолжение известного произведения Сага о Форсайтах. В этом последнем томе «Хроник Форсайтов» Голсуорси пишет о жизни и любви семьи Черреллов, двоюродных братьев Форсайтов. На протяжении веков сыновья Черрелл покидали свой дом в Кондафорд-Грандж, чтобы служить государству в качестве солдат, священнослужителей и администраторов, но 1930-е годы принесли неопределенность в мир быстро меняющихся английских традиций и нравов.